# Giải đua ô tô Công thức 1 Emilia-Romagna
Giải đua ô tô Công thức 1 Emilia-Romagna (tiếng Ý: Gran Premio dell'Emilia-Romagna) là một chặng đua Công thức 1 được tổ chức tại trường đua Autodromo Internazionale Enzo e Dino Ferrari, thường được biết đến cái tên "Imola", tên địa điểm tổ chức chặng đua này. Chặng đua này lấy tên "Emilia-Romagna", địa điểm tổ chức chặng đua trong vùng này. Trường đua Imola trước đây đã tổ chức Giải đua ô tô Công thức 1 Ý vào năm 1980 và Giải đua ô tô Công thức 1 San Marino từ 1981 đến 2006.

## Lịch sử

### 2020–2021
Đại dịch COVID-19 năm 2020 đã khiến lịch đua dự kiến ban đầu bị gián đoạn và một số cuộc đua bị hủy bỏ. Giải đua ô tô Công thức 1 Emilia-Romagna đã được thêm vào lịch đua được sửa đổi cùng một vài chặng đua khác nhằm bù đắp cho việc các cuộc đua khác bị gỡ khỏi lịch đua. Chặng đua được tổ chức với hình thức diễn ra một lần, kéo dài hai ngày cuối tuần với một buổi đua thử vào thứ Bảy thay vì ba buổi đua thử như thường lệ. Valtteri Bottas của Mercedes đã giành vị trí pole và đồng đội Lewis Hamilton đã giành chiến thắng trong cuộc đua đầu tiên.
Mặc dù ban đầu dự định được tổ chức như một chặng đua chỉ diễn ra một lần vào năm 2020, nhưng do đại dịch COVID-19 vẫn chưa kết thúc, Giải đua ô tô Công thức 1 Emilia-Romagna đã trở lại năm 2021 vào ngày 18 tháng 4 để thay thế Giải đua ô tô Công thức 1 Trung Quốc với tư cách là chặng đua thứ hai của mùa giải 2021. Lewis Hamilton giành pole và Max Verstappen giành chiến thắng trong một cuộc đua đầy kịch tính chịu ảnh hưởng của mưa.

### 2022–nay
Giải đua ô tô Công thức 1 Emilia-Romagna xuất hiện trên lịch đua lần thứ ba liên tiếp vào năm 2022 và chặng đua đã tổ chức một trong ba thể thức chặng đua nước rút lần đầu tiên trong mùa giải. Đầu năm 2022, ban tổ chức thông báo đã ký hợp đồng để tiếp tục tổ chức chặng đua cho đến năm 2025. Max Verstappen giành grand chelem thứ hai khi anh giành chiến thắng chặng đua năm thứ hai liên tiếp.
Chặng đua năm 2023 đã bị hủy do lượng mưa lớn và lũ lụt do Bão Minerva gây ra. Max Verstappen giành chiến thắng trong chặng đua năm 2024 trước Lando Norris của McLaren ở vị trí thứ hai và Charles Leclerc của Ferrari ở vị trí thứ ba.

## Kết quả theo năm
Tất cả các chặng đua được diễn ra tại trường đua Autodromo Internazionale Enzo e Dino Ferrari.
| Mùa giải | Tay đua                                | Đội đua                                | Chi tiết |
| -------- | -------------------------------------- | -------------------------------------- | -------- |
| 2020     | Lewis Hamilton                         | Mercedes                               | Chi tiết |
| 2021     | Max Verstappen                         | Red Bull Racing-Honda                  | Chi tiết |
| 2022     | Max Verstappen                         | Red Bull Racing-RBPT                   | Chi tiết |
| 2023     | Không tổ chức vì lũ lụt Emilia-Romagna | Không tổ chức vì lũ lụt Emilia-Romagna | Chi tiết |
| 2024     | Max Verstappen                         | Red Bull Racing-Honda                  | Chi tiết |